# كريستوفر بيترز
كريستوفر بيترز (بالإنجليزية: Christopher Peters)‏ هو كاتب ومنتج أفلام أمريكي، ولد في 23 سبتمبر 1968 في لوس أنجلوس في الولايات المتحدة.

## وصلات خارجية
- كريستوفر بيترز على موقع IMDb (الإنجليزية)
- كريستوفر بيترز على موقع قاعدة بيانات الفيلم (الإنجليزية)